# Jošihide Suga
Jošihide Suga (菅 義偉 Suga Jošihide, rođen 6. decembra 1948) japanski je političar koji je služio kao premijer Japana i predsednik Liberalno-demokratske partije (LDP) od septembra 2020, postajući prvi novi premijer Reiva ere. Suga je prethodno bio na funkciji glavnog sekretara kabineta premijera Šinza Abe od 2012. do 2020. godine, što ga čini ga glavnim sekretarom kabineta sa najdužim stažem u istoriji Japana. Suga je takođe bio ministar unutrašnjih poslova i komunikacija od 2006. do 2007. godine.
On je rođen u skromnoj porodici u ruralnoj prefekturi Akita. Suga se nakon završetka srednje škole preselio u Tokio, gde je upisao Univerzitet Hosei. Ubrzo nakon što je diplomirao pravo na univerzitetu, Suga je postao pomoćnik predstavnika Hikosabura Okonogija 1975. pre nego što je i sam ušao u politiku kada je izabran u skupštinu opštine Jokohama 1987. godine. Na izborima 1996. godine, Suga je izabran u Predstavnički dom, predstavljajući drugi okrug Kanagave kao član LDP-a.
Tokom svog boravka u skupštini, Suga je postao bliski saveznik glavnog sekretara kabineta Šinza Abe. Kada je Abe prvi put postao premijer 2006. godine, imenovao je Sugu u kabinetu za ministra unutrašnjih poslova i komunikacija. Abe je kasnije imenovao Sugu za glavnog sekretara kabineta 2012. godine po povratku na mesto premijera, ulogu koju bi Suga imao tokom celog drugog Abeovog mandata. U septembru 2020. godine, nakon što je Abe najavio povlačenje iz politike, Suga je proglasio kandidaturu na izborima za rukovodstvo LDP-a. Široko smatran predvodničkim kandidatom, Suga je s lakoćom pobedio na izborima 14. septembra sa 70% glasova. Dva dana kasnije, formalno ga je skupština izabrala za premijera, a imenovao ga je car Naruhito.
Suga je izjavio da će se njegov kabinet fokusirati na nastavak politika i ciljeva Abeove administracije, uključujući paket ekonomskih politika Abenomika, reviziju člana 9 japanskog ustava i obezbeđivanje puštanja japanskih otetih dražavljana iz Severne Koreje.

## Mladost i obrazovanje
Suga je rođen u porodici farmera jagoda u Ogačiju (danas Juzava), ruralnom području u prefekturi Akita, i preselila se u Tokio nakon završetka srednje škole Juzava. Pohađao je večernju školu da bi stekao zvanje diplomiranog pravnika na Univerzitetu Hosei 1973. Suga je izabrao Hosei „jer je to bila najjeftinija moguća opcija” i „radio je u fabrici kartona u Tokiju da bi platio školarinu”.

## Politička karijera
Po završetku univerziteta, Suga je radio na predizbornoj kampanji za Dom odbornika (gornji dom), a potom je jedanaest godina radio kao sekretar člana DDP-a LDP-a Hikosabura Okonogija, oca političara LDP-a Hačira Okonogija. Suga je podneo ostavku na tu funkciju u oktobru 1986. godine da bi nastavio sopstvenu karijeru u politici. U gradsko veće Jokohame izabran je u aprilu 1987. godine, vodeći pešačku kampanju od vrata do vrata, posetivši čak 30.000 kuća i iznoseći šest pari cipela. On je pionir prakse održavanja predizbornih govora pred prometnim železničkim stanicama, što je danas uobičajeno među japanskim političkim kandidatima.
Suga je izabran za Japanski kongres na opštim izborima 1996. godine, predstavljajući okrug Kanagava 2. U svojoj trećoj godini u kongresu, svoju podršku je preusmerio sa premera Keizo Obučija na bivšeg generalnog sekretara LDP-a Seiroku Kajijamu, što je bio neobičan potez za mlađeg zakonodavca. On je ponovno je izabran na opštim izborima 2000. godine, opštim izborima 2003. i opštim izborima 2005. godine.
On je imenovan za višeg potpredsednika za unutrašnje poslove i komunikacije u novembru 2005. godine pod upravom premijera Džuničira Koizumija. Unapređen je u ministra unutrašnjih poslova i komunikacija i ministra za privatizaciju poštanskih usluga u prvom kabinetu Šinza Abe u septembru 2006. godine, a portfelj državnog ministra za reformu decentralizacije dodao je u decembru 2006. On je bio od presudne važnosti za razvoj japanskog sistema „donacije rodnom gradu” (ふるさと納税 furusato nōzei), koji je omogućavao poreskim obveznicima da ostvaruju odbitke donirajući novac lokalnim samoupravama. Njega je zamenio Hiroja Masuda u prekomponovanju vlade u avgustu 2007.
Njegov stil kampanje „na uglovima ulica” zaslužan je za njegov uspeg na opštim izborima 2009. godine, kada su mnogi drugi poslanici LDP-a izgubili svoja mesta usred talasa podrške Demokratskoj stranci Japana.
U oktobru 2011. imenovan je za predsedavajućeg LDP partijske organizacije i sedišta kampanje. U septembru 2012. imenovan je za izvršnog vršioca dužnosti generalnog sekretara LDP-a.

## Spoljašnje veze
- Званични веб-сајт